# جیرغالانگ
جیرغالانگ (به لاتین: Jyrgalang) یک منطقهٔ مسکونی در قرقیزستان است که در استان ایسیق‌کول واقع شده‌است. جیرغالانگ ۱٬۰۱۴ نفر جمعیت دارد و ۲٬۴۷۷ متر بالاتر از سطح دریا واقع شده‌است.